# Pre-Dorsetcultuur
De Pre-Dorsetcultuur was een Paleo-Eskimocultuur uit het oostelijke arctische gebied in Noord-Amerika van ongeveer 2500 of 2000 tot 800 of 500 v.Chr, voorafgaand aan de Dorsetcultuur.
De Pre-Dorsetcultuur maakte deel uit van de Arctische kleine werktuigtraditie, die wellicht kort voor 2500 v.Chr. over de Beringstraat naar Alaska is gekomen. De Pre-Dorset leefden van de jacht op kleinere zeezoogdieren, rendieren en klein wild, en woonden in tenten en mogelijk ook in iglo's. Oorspronkelijk leefden ze aan de kust, maar toen rond 1500 v.Chr. het klimaat begon af te koelen trokken ze naar het zuiden, het binnenland in. De Pre-Dorset beschikten over pijl en boog en waarschijnlijk over boten.